# Chez Starbuck
Chez Starbuck (Lakewood, 26 de junho de 1982) é um ator norte-americano que é mais popular por ter estrelado o filme do Disney Channel era O 13º Aniversário.

## Carreira
Chez tinha 16 anos quando começou a atuar, e ele fez personagens um pouco mais novos que ele. Após o sucesso de O 13º Aniversário, ele fez o You're Invited to Mary-Kate & Ashley's School Dance como Rick Morgan, namorado de Ashley. Chez foi convidado a estrelar 2 séries de televisão do Disney Channel como Mana a Mana e Sinistro.
Ele também fez um personagem Tan Jock no filme Como Água e Vinho.
Chez decidiu fazer papeis mais adultos na discutível na série Undressed.
O último papel de Chez foi no filme Recipe for Disaster em 2003.

## Filmografia parcial

### Principais
- The Thirteenth Year (1999) ... Cody Griffin
- Undressed (1999) (série de televisão) ... Jared
- Time Share (2000) ... Tan Jock
- You're Invited to Mary-Kate & Ashley's School Dance Party (2000) ... Rick
- Grim & Evil (2001) (série de televisão) ... Jason
- Recipe for Disaster (2003) (telefilme) ... Jason Barrett
- The Long and the Short (2016) (Curta-metragem) ... Alec

### Participações especiais
- The Real L Word (2011) (série de televisão) ... Ele mesmo
- Christy's Kitchen Throwback (série de televisão) ... Ele mesmo